# Michela Figini
Michela Figini, född 7 april 1966 i Prato, är en schweizisk tidigare alpin skidåkare. 
Figini vann guld i störtlopp vid de olympiska vinterspelen 1984 i Sarajevo, ej ännu fyllda 18 år. Hon vann 26 världscupsegrar och tog 46 pallplaceringar. Hon vann totala världscupen två gånger, 1985 och 1988. Hon vann störtloppscupen fyra gånger, storslalomcupen en gång och super G-cupen en gång. Hon utsågs till årets idrottskvinna i Schweiz 1984 och 1985. Hon avslutade sin karriär 1990, endast 23 år gammal.